# Parapalta
Parapalta là một chi bướm đêm thuộc họ Geometridae.